# Fluido ideale
Un fluido ideale è un fluido che ha densità costante e coefficiente di viscosità nullo, quindi ha la legge di Pascal come legge costitutiva. La più importante conseguenza meccanica è che se il coefficiente di viscosità è nullo, in un fluido ideale non vi sono sforzi di taglio.
Si noti che l'ipotesi di densità costante significa conducibilità del calore nulla e quindi riduce la  trattazione termodinamica a trattazione puramente meccanica.    
Alcuni liquidi comuni, tra cui l'acqua, hanno un coefficiente di viscosità molto basso e un modulo di comprimibilità molto alto. Ciò ci induce a considerarli fluidi incomprimibili e fluidi non viscosi, ossia fluidi ideali. 

## Legge di Pascal in forma analitica
In un fluido ideale gli sforzi si riducono solo a pressioni cioè a sforzi normali, {\displaystyle {\vec {\sigma }}_{n}}, indipendenti dall'orientamento {\displaystyle {\widehat {n}}} della superficie a cui si riferiscono: 
{\displaystyle {\vec {\sigma }}_{n}=-p{\widehat {n}}}
In effetti riprendendo la relazione di Cauchy per gli sforzi normali in un punto {\displaystyle P} di giacitura {\displaystyle {\vec {n}}}:
{\displaystyle {\vec {\sigma }}_{n}={\vec {\sigma }}_{x}\cos {\widehat {ni}}+{\vec {\sigma }}_{y}\cos {\widehat {nj}}+{\vec {\sigma }}_{z}\cos {\widehat {nk}}}
dalla legge di Pascal si ha l'uguaglianza delle pressioni lungo gli assi coordinati di versori normali {\displaystyle i,\,j,\,k} scelti arbitrariamente (cioè per l'appunto l'indipendenza della pressione dalla giacitura) e la mancanza di sforzi di taglio: {\displaystyle {\vec {\sigma }}_{x}=(\sigma _{xx},0,0),{\vec {\sigma }}_{y}=(0,\sigma _{yy},0),{\vec {\sigma }}_{z}=(0,0,\sigma _{zz})}con: {\displaystyle -p=\sigma _{xx}=\sigma _{yy}=\sigma _{zz}}
ossia il tensore delle tensioni si riduce alla seguente forma indipendentemente dalla giacitura di {\displaystyle i,\,j,\,k}: 
{\displaystyle \ [{\mathbf {T} }]=\left[{\begin{matrix}-p&0&0\\0&-p&0\\0&0&-p\\\end{matrix}}\right]\;\;}
Questa è la forma analitica della legge di Pascal ovvero la definizione analitica di fluido ideale.

## Flusso stazionario
Per flusso stazionario si intende che il moto e in particolare la velocità della particella o del volume infinitesimo del fluido (inteso come corpo continuo e omogeneo) è indipendente dal tempo. In tal caso quindi è verificata la conservazione della massa e da essa ricaviamo l'equazione di continuità.
Sia dato un tubo di flusso di sezioni {\displaystyle S_{1}} ed {\displaystyle S_{2}} entro il quale le densità siano {\displaystyle \rho _{1}\ ,\ \rho _{2}} e le velocità siano {\displaystyle v_{1}\ ,\ v_{2}}, la massa non può variare attraversando il tubo di flusso nella frazione di tempo dt, cioè:
{\displaystyle dm_{1}=\rho _{1}|v_{1}|S_{1}dt=\rho _{2}|v_{2}|S_{2}dt=dm_{2}}
dove {\displaystyle dm_{i}} rappresenta un "pezzetto infinitesimo" di massa, integrabile solamente dove la sezione è la rispettiva {\displaystyle S_{i}}.
Dunque, essendo {\displaystyle v_{1}\ ,\ v_{2}} concordi:
{\displaystyle \rho _{1}v_{1}S_{1}=\rho _{2}v_{2}S_{2}} che è appunto l'equazione di continuità.
Se il fluido oltre che stazionario è anche incomprimibile cioè: {\displaystyle \rho _{1}=\rho _{2}} allora:
{\displaystyle v_{1}S_{1}=v_{2}S_{2}}
e la quantità {\displaystyle v\cdot S={\dot {V}}=cost} si chiama portata volumica che si misura in {\displaystyle \left[{\frac {m^{3}}{s}}\right]}.
È importante sottolineare che questa dimostrazione è valida per tubi di flusso che non variano il proprio volume con continuità, benché il risultato sia estendibile anche ad essi.

## Dinamica dei fluidi ideali
Consideriamo un volume unitario di fluido ideale e applichiamo la seconda legge di Newton. Il volume elementare è soggetto a forze di volume e di superficie (vedi deformazioni nei fluidi) quindi:
{\displaystyle {\vec {F}}^{V}+{\frac {\partial {\vec {\sigma }}_{x}}{\partial x}}+{\frac {\partial {\vec {\sigma }}_{y}}{\partial y}}+{\frac {\partial {\vec {\sigma }}_{z}}{\partial z}}=\rho {\vec {a}}}
dove è stata applicata la relazione di Cauchy. Per i fluidi ideali, in termini di componenti si ha:
{\displaystyle {\begin{cases}F_{x}^{V}-{\frac {\partial p}{\partial x}}=\rho {\frac {dv_{x}}{dt}}\\F_{y}^{V}-{\frac {\partial p}{\partial y}}=\rho {\frac {dv_{y}}{dt}}\\F_{z}^{V}-{\frac {\partial p}{\partial z}}=\rho {\frac {dv_{z}}{dt}}\end{cases}}}
Introducendo il gradiente della pressione:
{\displaystyle {\vec {F}}^{V}-{\vec {\nabla }}p=\rho {\frac {d{\vec {v}}}{dt}}}
che è l'equazione dinamica dei fluidi ideali. La pressione rappresenta una funzione scalare tramite la quale si deducono le forze di superficie agenti sul volume unitario e si vede che esse sono forze conservative essendo date dal gradiente della pressione. La stessa pressione in questa forma rappresenta l'energia potenziale per unità di volume delle forze conservative di superficie.
A partire dall'equazione dinamica dei fluidi ideali si ricava l'equazione di Bernoulli e l'equazione di continuità e il teorema di Torricelli.
Importanti sono le applicazioni dell'equazione di Bernoulli: lo studio del tubo di Venturi e del Tubo di Pitot-Prandtl e l'effetto Magnus.

## Statica dei fluidi ideali
Vale la condizione di equilibrio idrostatico, identica a quella che vale per ogni sistema materiale: la risultante delle forze deve essere nulla affinché il sistema si trovi in equilibrio. 
Questo significa analiticamente che:
{\displaystyle {\vec {F}}^{V}-{\vec {\nabla }}p=0} cioè {\displaystyle {\vec {F}}^{V}={\vec {\nabla }}p}
oppure in forma scalare:
{\displaystyle {\begin{cases}F_{x}^{V}={\frac {\partial p}{\partial x}}\\F_{y}^{V}={\frac {\partial p}{\partial y}}\\F_{z}^{V}={\frac {\partial p}{\partial z}}\end{cases}}}
Questa equazione ci dice che, nel caso statico, poiché le forze di volume sono pari a quelle di superficie, se le forze di volume sono forze conservative (come per esempio nel caso del campo gravitazionale), ossia possono essere espresse mediante il gradiente di una energia potenziale per unità di volume {\displaystyle {\vec {U}}^{V}}, con unità di misura {\displaystyle \left[{\frac {J}{m^{3}}}\right]} ovvero {\displaystyle \left[Pa\right]}, in un fluido ideale la pressione, cambiata di segno, può essere presa anche come energia potenziale per unità di volume delle forze di volume; introducendo la funzione potenziale {\displaystyle {\vec {V}}^{V}} delle forze di volume:
{\displaystyle -{\vec {\nabla }}U^{V}={\vec {\nabla }}p=-{\vec {\nabla }}V^{V}\rho }
Dall'ultima uguaglianza, considerando come forza di volume il campo gravitazionale, si possono facilmente ricavare la legge di Stevino per fluidi incomprimibili e la spinta di Archimede